# 정국은
정국은(鄭國殷, 1919년 1월 31일 ~ 1954년 2월 19일)은 일제강점기의 언론인이며 친일 공산주의 행적자이다. 일제강점기 말기에 친일 행위를 하였고 1950년대에 좌익 간첩 활동을 하였다고 전해진다.

## 생애
일제강점기에 일본 아사히 신문 기자를 지냈다. 이때 경기도 경찰의 끄나풀로 일했다는 혐의를 받아 광복 후인 1949년 반민족행위처벌법에 의해 반민특위에 체포되었다가 병보석으로 풀려나온 바 있고, 2002년 민족정기를 세우는 국회의원모임과 광복회가 공동 발표한 친일파 708인 명단 중 기타 부문에 수록되어 있다. 정국은은 박흥식 등 거물급들과 함께 반민특위 활동 초기에 검거되었으며, 당시 나이는 32세로 보도되었다.
이후 연합신문과 동양통신의 주필을 겸임하는 등 언론계에서 계속 활동하다가, 일본을 드나들며 암약한 국제간첩 사건의 주범으로 1953년 8월 31일 체포되어 육군 특무부대장 김창룡 장군과 육군 특무부대 특무처장 장보형 육군 중령에 의하여 구속 수감되었다. 이 사건은 한국 전쟁 후 대한민국에서 발생한 첫 간첩 사건이었다. 정국은의 혐의는 북한의 조선로동당 예하 간첩으로서 대한민국 국방부를 출입하면서 군 관련 기밀을 빼냈고, 일부 정치인들과 결탁하여 이승만 정부의 전복을 꾀했다는 것이었다. 그는 군법회의를 거쳐 사형 선고를 받고 이듬해 2월 총살형에 처해졌다.
그러나 이 사건은 정국은과 연루되었다는 이유로써 이미 자유당을 탈당한지 꽤 지난 양우정 등을 비롯하여 이범석의 조선민족청년단 계열 정치인들이 숙청되는 결과를 낳았고, 1954년 1월 정국은의 사형이 집행되었다는 발표 후에도 그가 살아 있다는 사실이 알려져 의혹을 사는 등 석연치 않은 점이 많았다. 정국은 사건 이후 족청 계열은 몰락하고 이기붕이 이승만의 뒤를 이을 2인자 자리를 굳혔다.

## 같이 보기
- 김창룡
- 조선민족청년단

## 참고 자료
- 권재현 기자 (2004년 1월 25일). “[반세기 전엔…]동아일보로 본 1월 다섯째주”. 동아일보. 2007년 12월 21일에 확인함. |제목=에 지움 문자가 있음(위치 1) (도움말)[깨진 링크(과거 내용 찾기)]
- 박준성 (1992년 5월). “김창룡과 그의 묘갈”. 《함께보는 우리역사》 (역사학연구소). 2007년 10월 7일에 원본 문서에서 보존된 문서. 2007년 12월 21일에 확인함.
- 고원섭 편, 新聞 걱정에 잠못 이루는 鄭國殷[깨진 링크(과거 내용 찾기)], 《반민자죄상기(反民者罪狀記)》(백엽문화사, 1949)